# Грязнуха (приток Каналейки)
Грязнуха — река в России, протекает в Саратовской области. Устье реки находится в 5,4 км по правому берегу реки Каналейка. Длина реки составляет 19 км.

## Данные водного реестра
По данным государственного водного реестра России относится к Нижневолжскому бассейновому округу, водохозяйственный участок реки — Терешка от истока и до устья. Речной бассейн реки — Волга от верховий Куйбышевского вдхр. до впадения в Каспий.
Код объекта в государственном водном реестре — 11010001912112100010752.